# Kijewskaja (stacja metra na linii Filowskaja)
Kijewskaja (ros. Киевская – Kijowska) – stacja moskiewskiego metra linii Filowskiej (kod 057). Na stacji istnieje możliwość przejścia na stację Kijewskaja linii Arbacko-Pokrowskiej i na stację o tej samej nazwie linii okrężnej. Nazwa stacji pochodzi od dworca Kijowskiego, a położona jest w rejonie Dorogomiłowo w zachodnim okręgu administracyjnym Moskwy. Wyjścia prowadzą na ulice Kijewskaja, Brjanskaja, Bereżkowskaja Nabereżnaja, Bolszaja Dorogomiłowskaja i dworzec Kijowski.

## Historia
Stacja skonstruowana podczas drugiego etapu budowy metra w Moskwie na niewielkiej głębokości. W celu połączenia ze stacji Smolenskaja wybudowano most nad rzeką Moskwą, będący pierwszą taką konstrukcją w ZSRR. Zamknięta w 1953 z powodu otwarcia bliźniaczej stacji Kijewskaja na większej głębokości. Po 5 latach stację ponownie otwarto jako fragment nowej linii, za stacją wychodzącą na powierzchnię.

## Konstrukcja i wystrój
Stacja jest jednokomorowa z jednym peronem. Kolumny pokryto niebieskim i żółtym marmurem. Podłogi wyłożono szarym i różowy granitem w kształcie ukraińskiego ornamentu. Ściany nad torami obłożono jasnymi, glazurowanymi płytkami ceramicznymi, a poniżej krawędzi peronu różowym granitem.